# Jordi Coll
Jordi Coll Serra (Mataró, de la provincia de Barcelona, 6 de septiembre de 1985) es un actor, cantante y bailarín español.

## Carrera y estudios
Estudió comedia musical y danza. También estudió teatro en el Col·legi del Teatre, cursos y talleres en el Institut del Teatre con directores como Boris Rotenstein o Roger Julià. Cantó también en la escuela Aules y cursos de danza con Aixa Guerra. 
Su primera experiencia en televisión fue en la serie Infidels de TV3. 
Desde agosto de 2012 hasta enero de 2015 trabajó en la telenovela de Antena 3 El secreto de Puente Viejo en el nuevo reparto como protagonista, interpretando al Padre Gonzalo Valbuena, un joven sacerdote.
También se le conoce por su trabajo en musicales como Hair, Fama y Grease (2011).
En 2015 participó en la serie El Ministerio del Tiempo interpretando el personaje del cineasta Luis Buñuel de joven.
En teatro ha participado en producciones como: Grease. El Musical (2011) que protagonizó en el papel de Danny Zuko, Hair Love & Rock Musical, Fama. El Musical, Un cau de mil secrets y Merda d'artista. Participó desde 2016 hasta 2018 en la telenovela diaria Acacias 38 en el papel protagonista de Simón Gayarre.
En 2022 ficha por la cuarta temporada de Madres. Amor y vida interpretando a Luigi.
En 2024 estrena la tv movie El Rey Peret donde da vida al musico Peret en su etapa de juventud.Ese mismo año se anuncia que forma parte del reparto de la serie diaria Regreso a Las Sabinas para Disney+.

## Vida personal
El 30 de julio de 2011 se casó con la también actriz, bailarina y coreógrafa Marta Tomasa Worner. El 15 de julio de 2015 nació su primera hija en común, y el 3 de julio de 2017 su segundo hijo.

## Televisión
| Año                  | Serie                      | Canal            | Personaje                              | Notas         |
| -------------------- | -------------------------- | ---------------- | -------------------------------------- | ------------- |
| 2010 - 2011          | Infidels                   | TV3              | Pep Romans                             | 14 episodios  |
| 2012-2015; 2018-2019 | El secreto de Puente Viejo | Antena 3         | Martín Ulloa Balmes / Gonzalo Valbuena | 586 episodios |
| 2015                 | El Ministerio del Tiempo   | La 1 (TVE)       | Luis Buñuel                            | 1 episodio    |
| 2016 - 2018          | Acacias 38                 | La 1 (TVE)       | Simón Gayarre / Simón Pérez            | 272 episodios |
| 2017                 | El incidente               | Antena 3         | Abel Santos                            | 5 episodios   |
| 2018 - 2019          | La otra mirada             | La 1 (TVE)       | Martín Arteaga Gómez-Berzosa           | 13 episodios  |
| 2021                 | Merlí: Sapere aude         | Movistar+        | Axel                                   | 8 episodios   |
| 2021                 | El inocente                | Netflix          | Ismael Vidal Rivera                    | 4 episodios   |
| 2022                 | Com si fos ahir            | TV3              | Manu                                   | 20 episodios  |
| 2022                 | Madres. Amor y vida        | Prime Video      | José Luis Maqueda Rivas "Luigi"        | 8 episodios   |
| 2022                 | Historias para no dormir   | Prime Video      | Mauricio                               | 1 episodio    |
| 2023; 2025           | La Promesa                 | La 1 (TVE)       | Tomás Luján                            | 4 episodios   |
| 2023                 | Las invisibles             | SkyShowtime      | Iván Ferré                             | 1 episodio    |
| 2024                 | El Rey Peret               | TV3 / La 1 (TVE) | Peret (joven)                          | TV Movie      |
| 2024 - 2025          | Regreso a Las Sabinas      | Disney+          | Tomás Robledo                          | 57 episodios  |
| 2025                 | La Favorita 1922           | Telecinco        | Félix Montenegro                       | 6 episodios   |

## Programas de televisión
| Programas de Televisión | Programas de Televisión                  | Programas de Televisión | Programas de Televisión | Programas de Televisión |
| ----------------------- | ---------------------------------------- | ----------------------- | ----------------------- | ----------------------- |
| Año                     | Título                                   | Función                 | Cadena                  | Notas                   |
| 2018                    | Tu cara me suena 6                       | Invitado                | Antena 3                | 1 programa              |
| 2018 - 2019             | Tu cara me suena 7                       | Concursante             | Antena 3                | 15 programas            |
| 2018                    | Zapeando                                 | Invitado                | La Sexta                | 1 programa              |
| 2019                    | Tu cara me suena: Concierto de año nuevo | Concursante             | Antena 3                | 1 programa              |
| 2020                    | ¡Ahora caigo!                            | Concursante             | Antena 3                | 1 programa              |
| 2022                    | Tu cara me suena 9                       | Invitado                | Antena 3                | 1 programa              |

## Cine
| Películas | Películas       | Películas      | Películas                                                   | Películas |
| Año       | Título          | Papel          | Notas                                                       |           |
| --------- | --------------- | -------------- | ----------------------------------------------------------- | --------- |
| 2014      | Pasión criminal | Víctor Sánchez | Junto a Victoria Camps Medina, Blanca Parés, entre otros... |           |